# Who Do We Think We Are
Who Do We Think We Are är ett musikalbum av rockbandet Deep Purple, utgivet 1973. Det är gruppens sjunde studioalbum med den klassiska uppsättningen Blackmore, Gillan, Glover, Lord, och Paice. Efter det splittrades denna uppsättning för att senare återförenas på Perfect Strangers. Skivan fick sin titel efter Judy Sims elakartade uttalanden om gruppen i brittiska musikmagasinet Disc där hon bland annat skrev "Who do they think they are?" ("Vilka tror de att de är?").
Albumet är kanske mest uppmärksammat för hiten "Woman from Tokyo". Just den låten spelades in i Rom medan resten av albumet spelades in i Frankfurt med Rolling Stones mobila inspelningsstudio. I övrigt finns inte någon kändare låt med på skivan, men till några av de bättre spåren kan räknas "Place in Line" och "Rat Bat Blue". Who Do We Think We Are räknas ibland av kritiker som ett av de lite svagare albumen från gruppen. Deras argument brukar vara att gruppens inspiration tagit slut. Även bandmedlemmarna själva har uttryckt visst missnöje över plattan. Ian Gillan sade i en intervju som släpptes på skiva 1984, Deep Purple: The Interview.,  att enligt honom var en av de stora orsakerna till att albumet blev ojämnt och att han och Roger Glover lämnade gruppen att de inte tilläts ta en paus från varandra av sina managers som krävde ett nytt album. Skivan spelades in efter 18 månaders konstant turnerande. 
Gillan har också sagt att det berodde på, som han uppfattade det, Ritchie Blackmores dominanta utspel under inspelningarna. Roger Glover har berättat att han ungefär samtidigt som Gillan lämnade fick reda på att Blackmore ville att även han skulle lämna gruppen.
Albumet var dock då det begav sig ett av gruppens populärare album och sålde nästan lika bra som Machine Head och Made in Japan. Det blev listetta i Sverige, Norge och Danmark.

## Låtlista
Alla låtar är skrivna av Ritchie Blackmore, Ian Gillan, Roger Glover, Jon Lord och Ian Paice.
Sida 1
1. "Woman from Tokyo" - 5:49
2. "Mary Long" - 4:26
3. "Super Trouper" - 2:58
4. "Smooth Dancer" - 4:12

Sida 2
1. "Rat Bat Blue" - 5:27
2. "Place in Line" - 6:31
3. "Our Lady" - 5:13

## Medlemmar
- Ian Gillan - Sång
- Ritchie Blackmore - Gitarr
- Roger Glover - Bas
- Jon Lord - Orgel
- Ian Paice - Trummor

## Listplaceringar
| Lista (1973)   | Position            |
| -------------- | ------------------- |
| Australien     | 2 (Go Set)          |
| Danmark        | 1                   |
| Finland        | 4                   |
| Kanada         | 11 (RPM)            |
| Nederländerna  | 5                   |
| Norge          | 1 (VG-lista)        |
| Storbritannien | 4 (UK Albums Chart) |
| Sverige        | 1 (Kvällstoppen)    |
| USA            | 15 (Billboard 200)  |
| Västtyskland   | 4                   |
| Österrike      | 2                   |